# Deonte Burton (baloncestista de 1991)
Deonte Deron Burton (Los Ángeles, California, 26 de julio de 1991) es un jugador de baloncesto estadonundense que actualmente se encuentra sin equipo. Con 1,85 metros de estatura, juega en la posición de base.

## Trayectoria deportiva

### Universidad
Jugó cuatro temporadas con los Nevada Wolf Pack de la Universidad de Nevada, en las que promedió 16,2 puntos, 2,9 rebotes, 4,0 asistencias y 1,3 robos de balón por partido, En su primera temporada fue como mejor novato de la Western Athletic Conference, mientras que al año siguiente fue elegido Jugador del Año de la conferencia. En 2012, su universidad pasó a formar parte de la Mountain West Conference, en la que fue incluido en su tercer mejor quinteto en 2013 y en el mejor en 2014.

### Profesional
Tras no ser elegido en el Draft de la NBA de 2014, disputó las Ligas de Verano de la NBA de esa año con los Washington Wizards, con los que en seis partidos promedió 1,8 puntos y 1,3 rebotes. En septiembre fichó por los Sacramento Kings para realizar la pretemporada, pero fue despedido al mes siguiente. En noviembre firmó su primer contrato profesional con el ratiopharm Ulm de la Basketball Bundesliga, donde jugó una temporada en la que, saliendo desde el banquillo, promedió 2,6 puntos por partido.
La temporada siguiente jugó las Ligas de Verano con los Philadelphia 76ers, y firmó con los Phoenix Suns en septiembre, pero fue despedido nuevamente antes del comienzo de la temporada. El 2 de noviembre fue adquirido por los Bakersfield Jam de la NBA D-League como jugador afiliado de los Suns. Jugó una temporada en la liga de desarrollo, promediando 9,3 puntos y 2,5 rebotes por partido.
En agosto de 2016 regresó a Europa para fichar por el Lille Métropole de la Pro B, la segunda categoría del baloncesto francés. En su primera temporada promedió 11,2 puntos y 2,8 asistencias por partido.
[actualizar]